# Guan Ping
Guan Ping ou também chamado como Kwan Ping (??? - 219) foi o primeiro filho de Guan Yu, mesmo sendo adotivo. Foi morto na mesma batalha que seu pai, porém morreu horas antes, na batalha de Fan Castle contra ambos Wu e Wei.

## Batalha de Fan Castle
A batalha de Fan Castle envolveu todos os filhos de Guan Yu: Guan Ping e Guan Xing, embora apenas Xing tenha saído vivo. Acredita- se que Ping tenha morrido numa luta contra o Wei, mas especificamente o general Cao Ren.